# Sunscreem
Sunscreem – brytyjski zespół muzyczny.

## Dyskografia

### Albumy studyjne
| Rok                         | Dane dot. albumu                                                                                     | Najwyższe pozycje na listach |
| Rok                         | Dane dot. albumu                                                                                     | GBR                          |
| --------------------------- | --- | ---------------------------- |
| 1992                        | O3 - Wydany: 1992 - Wytwórnia: Columbia Records - Format: CD, LP, CC, MD, digital download           | 33                           |
| 1996                        | Change or Die - Wydany: 1996 - Wytwórnia: Sony Soho Square - Format: CD, LP, digital download        | 56                           |
| 1996                        | New Dark Times - Wydany: 1996 - Wytwórnia: Kali Records - Format: CD, LP, digital download           | –                            |
| 2001                        | Ten Mile Bank - Wydany: 27 listopada 2001 - Wytwórnia: Big Fish Music - Format: CD, digital download | –                            |
| 2015                        | Sweet Life - Wydany: 22 maja 2015 - Wytwórnia: Annalogic - Format: CD, digital download              | –                            |
| „–” album nie był notowany. | |                              |

### Albumy remiksowe
| Rok  | Dane dot. albumu                                                                                  |
| ---- | ------------------------------------------------------------------------------------------------- |
| 1998 | Looking at You (The Club Anthems) - Wydany: 1998 - Wytwórnia: Kali - Format: CD, digital download |
| 2007 | Club Classics - Wydany: 25 grudnia 2007 - Wytwórnia: Music Village - Format: Digital download     |
| 2008 | House Classics - Wydany: 15 stycznia 2008 - Wytwórnia: Music Village - Format: Digital download   |

### Albumy kompilacyjne
| Rok  | Dane dot. albumu                                                                 |
| ---- | -------------------------------------------------------------------------------- |
| 2009 | Love U More – The Very Best of Sunscreem - Wydany: 21 września 2009 - Format: CD |

### Single
| Rok                          | Tytuł                   | Najwyższe pozycje na listach | Najwyższe pozycje na listach | Najwyższe pozycje na listach |
| Rok                          | Tytuł                   | GBR                          | USA                          | AUS                          |
| ---------------------------- | ----------------------- | ---------------------------- | ---------------------------- | ---------------------------- |
| 1991                         | „Walk On”               | –                            | –                            | –                            |
| 1991                         | „Pressure”              | 60                           | –                            | –                            |
| 1992                         | „Love U More”           | 23                           | 36                           | 30                           |
| 1992                         | „Perfect Motion”        | 18                           | –                            | –                            |
| 1992                         | „Broken English”        | 13                           | –                            | –                            |
| 1995                         | „When”                  | 47                           | –                            | –                            |
| 1995                         | „Exodus”                | 40                           | –                            | –                            |
| 1995                         | „White Skies”           | 25                           | –                            | –                            |
| 1996                         | „Secrets”               | 36                           | –                            | –                            |
| 1996                         | „Looking at You”        | –                            | –                            | –                            |
| 1997                         | „Catch”                 | 55                           | –                            | –                            |
| 1999                         | „No Angel”              | –                            | –                            | –                            |
| 1999                         | „Exodus ’99”            | 155                          | –                            | –                            |
| 2001                         | „Please Save Me”        | 36                           | –                            | –                            |
| 2001                         | „Coda”                  | –                            | –                            | –                            |
| 2002                         | „Perfect Motion”        | 71                           | –                            | –                            |
| 2012                         | „Who Will Love Me Now?” | –                            | –                            | –                            |
| „–” singel nie był notowany. |                         |                              |                              |                              |